# Hans Blumenberg
Hans Blumenberg (Lubecca, 13 luglio 1920 – Altenberge, 28 marzo 1996) è stato un filosofo tedesco.

## Biografia
Hans Blumenberg sostenne l'esame di maturità nel 1939 al Katharineum di Lubecca (lo stesso frequentato da Thomas Mann). A causa delle origini ebraiche della madre, al cattolico Blumenberg fu impedito di continuare i suoi studi di teologia. Tra il 1939 e il 1941 proseguirà invece gli studi filosofici presso le università teologiche di Paderborn e Francoforte sul Meno. In seguito all'inasprimento delle leggi razziali e allo scoppio della seconda guerra mondiale dovette abbandonare gli studi e a lavorare in una fabbrica.  Tornato a Lubecca, nel 1945 fu internato in un campo di concentramento nazista a Zerbst, dal quale fu liberato su iniziativa di Heinrich Dräger, il titolare dell'azienda in cui lavorava. Troverà rifugio fino alla fine della guerra presso la famiglia della sua futura moglie, Ursula. Dopo il 1945 continuò i suoi studi in filosofia, germanistica e filologia classica all'Università di Amburgo; nel 1947 conseguì il dottorato, nel 1950 l'abilitazione alla docenza all'Università di Kiel sotto la tutela di Ludwig Landgrebe, che era stato a sua volta allievo di Edmund Husserl. Nel 1958 fu nominato professore straordinario all'Università di Amburgo, nel 1960 ordinario all'Università di Gießen. Nel 1965 si trasferì all'Università di Bochum, dove rimarrà per cinque anni prima di stabilirsi, nel 1970, a Münster, dove rimase fino al 1985, anno in cui fu nominato professore emerito. 
Blumenberg è stato membro della Accademia per le scienze e la letteratura di Magonza (dal 1960), della "Senatskommission für Begriffsgeschichte" (Commissione del Senato per la storia concettuale) della Deutsche Forschungsgemeinschaft, sotto la presidenza di Hans Georg Gadamer, nonché cofondatore del gruppo di ricerca "Poetik und Hermeneutik".
Hans Blumenberg ha avuto quattro figli, tra i quali la scrittrice e traduttrice Bettina Blumenberg.

## Opera
Nel 1960 Blumenberg pubblica i Paradigmi per una metaforologia. Con metaforologia si intende innanzitutto l'analisi (prima descrittiva, poi critica) delle modalità figurative, simboliche e metaforiche attraverso le quali si esprime la filosofia. Blumenberg distingue essenzialmente tre tipi di metafore: l'ornamento retorico, la catacresi o metafora morta (residuo di un processo di sedimentazione) e la metafora assoluta. Metafora è sinonimo di ciò che Immanuel Kant, nel paragrafo 59 della Critica del Giudizio - in cui il termine metafora non compare - aveva definito "simbolo", vale a dire una trasposizione analogica di un'idea (e.g.: la storia è un mulino, il tempo è un flusso e così via).  Non solo il linguaggio naturale, ma anche la lingua filosofica è piena di simili esposizioni indirette che contengono un simbolo per la riflessione, sulla base di un'analogia. Come il simbolo per Kant, così anche per Blumenberg la metafora produce conoscenza, per la ragione fondamentale che se essa non contiene un principio della definizione teoretica dell'oggetto (il suo "che cosa"), tuttavia offre l'idea di ciò che l'oggetto rappresenta per noi, in conformità ai nostri scopi pratici. E, come per Kant, così per Blumenberg si pone il problema della "traslazione della riflessione": poiché per le kantiane "idee delle ragione" (dio, anima e mondo) non vi può essere alcuna intuizione adeguata (ma anche una rappresentazione in sé conclusa di "storia" non si dà), così ad esse corrisponde solo una rappresentazione che, con queste idee, ha in comune non il contenuto, ma la forma della riflessione (se affermiamo che la storia è come un mulino, intendiamo sottolineare una visione ciclica, circolare di essa, e/o la riproduzione meccanica di eventi, e così via). Tramite la metafora riusciamo dunque se non a produrre l'intuizione di un'idea, almeno, per analogia, a definirne le qualità. Partendo da queste considerazioni, Blumenberg sostiene che alcune di queste metafore non si lasciano tradurre definitivamente in concetti, sono cioè irriducibili ad una ed unica definizione concettuale. La rappresentazione che l'uomo si è dato di storia, tempo, dio, ecc. differisce nel tempo, nelle epoche e, al contempo, ha determinato e formato la nostra tradizione e cultura. Queste rappresentazioni sono sostituibili, o possono essere ulteriormente precisate e – questo è il punto fondamentale – hanno storia, "in un senso più radicale che i concetti": storia, poiché il processo delle mutazioni storiche di una metafora porta in primo piano le modificazioni stesse degli orizzonti di senso in cui l'uomo comprende se stesso e il suo rapporto con il mondo. La metaforologia tenta dunque di delimitare i campi, nel cui ambito ci si può aspettare di trovare "metafore assolute" e di mettere alla prova i criteri per una loro stabile definizione. A differenza di Kant, però, secondo Blumenberg «la nostra "metafora assoluta" si riscontra qui [in Kant] come "traslazione della riflessione da un oggetto dell'intuizione su un concetto del tutto diverso, il quale forse non può mai comprendere direttamente una intuizione"» Per questo rapporto di implicazione, secondo Blumenberg "si precisa la relazione della metaforologia con la storia dei concetti (in senso terminologico stretto), come tale che l'una è in funzione dell'altra: la metaforologia cerca di riattingere la sottostruttura del pensiero, lo strato primario, la soluzione nutritizia delle cristallizzazioni sistematiche". Questo approccio viene ripreso nelle monografie successive, che altro non sono se non applicazioni del metodo metaforologico: la luce come metafora della verità, il naufragio come metafora dell'esistenza, (Naufragio con spettatore, 1979) o il libro come metafora della natura (La leggibilità del mondo, 1981).
In La legittimità dell'età moderna (prima ed. 1966, seconda ed. ampliata 1988) Blumenberg analizza la transizione della storia dell'Occidente in quell'orizzonte che chiamiamo modernità, la cui genesi, secondo una tradizione storiografica consolidata, viene ricondotta ad un cominciamento assoluto, identificato universalmente nella storia della scienza con la rivoluzione copernicana, in filosofia con il metodo cartesiano, con la Riforma protestante in ambito teologico. L'individuazione di queste soglie epocali risponde all'esigenza ben precisa delle discipline storiche di circoscrivere, delimitare e definire il loro oggetto di studio; a questa pretesa la filosofia contrappone la necessità di rendere giustizia alla continuità epocale delle trasformazioni storiche. Al raccordo di questa asimmetria tra ricostruzione filosofico-storica e interpretazione storico-filosofica Blumenberg dedica una fenomenologia della storia che rende possibile la comprensione delle transizioni epocali, in opposizione al cosiddetto "teorema della secolarizzazione". Il modello della secolarizzazione è un esempio di sostanzialismo storico, in quanto paradigma che interpreta l'età moderna come il mero risultato del processo di sedimentazione dell'epoca precedente. Già dalla sua formalizzazione (“B è un A secolarizzato”) risulta evidente che questo teorema sottende ad una logica regressiva, nella misura in cui esso interpreta l'evento B fondandolo sull'evento A che lo precede, proiettando cioè nel passato, con un movimento retrogrado del vero, l'ombra del presente. In questo modo la continuità della storia può essere però assicurata solo presupponendo l'unità di una sostanza ideale immanente, secondo il motivo architettonico della Fenomenologia di Hegel, in cui il flusso dei fenomeni storici viene coattivamente orientato, attraverso i vari gradi di sintesi, dal processo di autocoscienza dello "Spirito assoluto". Ciò impedisce, secondo Blumenberg, di cogliere l'originalità del fenomeno della modernità come antitesi reattiva al Medioevo: i sistemi concettuali della modernità non vengono considerati qualcosa di nuovo, ma una semplice "mondanizzazione" dei principi teologici della Scolastica. Blumenberg rovescia questo principio: egli rileva nella nascita della modernità non più una trasposizione dei contenuti teologici medievali nella loro autoalienazione secolare, quanto piuttosto una rioccupazione dei luoghi di senso tra diversi sistemi di interpretazione del mondo. Reinterpretando la "distinzione tra sostanza e funzione" già proposta da Ernst Cassirer, Blumenberg oppone all'ermeneutica dell'identità della sostanza una fenomenologia delle strutture storiche incentrata sull'identità delle funzioni. In questo modo, la transizione nella continuità del processo storico non viene assicurata dalla persistenza di una sostanza ideale nelle sue metamorfosi, ma dalla rioccupazione di determinati luoghi di senso, dalla funzione di risposta all'ipoteca di domande lasciate inevase che ogni epoca al tramonto impone all'epoca che la segue.
Negli ultimi studi (Il lavoro sul mito, Uscite dalla caverna) Blumenberg sempre più considera l'uomo come essere fragile che ha bisogno di idee per affrontare con qualche aiuto l'"assolutismo della realtà". Appoggiandosi a Arnold Gehlen (soprattutto ai suoi concetti di mondo e istituzione), vede le metafore e i miti dell'umanità come allontanamento necessario dalla realtà, allo scopo di alleviare la difficoltà di comprensione e poggiarsi su "assolutismi" pronti. Anche se all'inizio le metafore si sono presentate come mezzi per illustrare la realtà, esse hanno poi preso una strada autonoma, depotenziandosi. Blumenberg ha però anche messo in guardia i suoi lettori dal confondere la decostruzione critica del mito con la convinzione programmatica che porta al superamento di qualsiasi mitologia.

## Opere edite in italiano
- Paradigmen zu einer Metaphorologie, in «Archiv für Begriffsgeschichte», 1960, Vol. 6, pp. 5-142; rist. Frankfurt am Main: Suhrkamp 1997 – ISBN 3-518-28901-2
  - tr. it. di Maria Vittoria Serra Hansberg, Paradigmi per una metaforologia, con un'introduzione di Enzo Melandri, Bologna: il Mulino 1969 – ISBN 978-88-6030-260-1;
  - n. ed. rev. Marco Russo, Milano: Raffaello Cortina 2009 – ISBN 978-88-6030-290-8;
- La leggibilità del mondo: il libro come metafora della natura (Die Lesbarkeit der Welt, 1979), tr. it. di Bruno Argenton, ed. italiana a cura di Remo Bodei, Bologna: il Mulino, 1981, 1984, 1989, 1999, 2009 ISBN 88-15-00376-2 ISBN 88-15-06826-0 ISBN 978-88-15-13299-4
- Pensosità (Nachdenklichkeit), Reggio Emilia: Elitropia, 1981
- La realtà in cui viviamo (Wirklichkeiten, in denen wir leben, 1981), tr. it. di Michele Cometa, Milano: Feltrinelli, 1987 ISBN 88-07-10081-9
- La caduta del protofilosofo, o La comicità della teoria pura: storia di una ricezione (Der Sturz des Protophilosophen), Parma: Pratiche, 1983
- Naufragio con spettatore: paradigma di una metafora dell'esistenza (Schiffbruch mit Zuschauer. Paradigma einer Daseinmetapher, 1979), trad. it. di Francesca Rigotti, Bologna: il Mulino, 1985, 2001 ISBN 88-15-00748-2 ISBN 88-15-08215-8
- Il riso della donna di Tracia: una preistoria della teoria (Das Lachen der Thrakerin. Eine Urgeschichte der Theorie, 1987), tr. it. di Bruno Argenton, Bologna: il Mulino, 1988 ISBN 88-15-01801-8
- L'ansia si specchia sul fondo (Die Sorge geht uber den Fluss), tr. it. di Bruno Argenton, Bologna: il Mulino, 1989, 2005 ISBN 88-15-02050-0 ISBN 88-15-10484-4
- Elaborazione del mito (Arbeit am Mythos, 1979), tr. it. di Bruno Argenton, Bologna: il Mulino, 1991 ISBN 88-15-03194-4
- La legittimità dell'età moderna (Die Legitimitat der Neuzeit), tr. it. di Cesare Marelli, Genova: Marietti, 1992 ISBN 88-211-8646-6
- Passione secondo Matteo (Matthäuspassion, 1988), Bologna: il Mulino, 1992 ISBN 88-15-03737-3
- Tempo della vita e tempo del mondo (Lebenszeit und Weltzeit, 1986), Bologna: il Mulino, 1996 ISBN 88-15-05530-4
- Il futuro del mito (Wirklichkeitsbegriff und Wirkungspotential des Mythos), introduzione e cura di Giovanni Leghissa, Milano: Medusa, 2002 ISBN 88-88130-20-9
- Concetti in storie (Begriffe in Geschichten), introduzione di Laura Boella, Milano: Medusa, 2004 ISBN 88-88130-50-0
- Contributo a AA.VV., Considerazioni sulla consulenza filosofica, Milano: Il Saggiatore, 2006 ISBN 88-428-1371-0
- Uscite dalla caverna (Hohlenausgange), tr. it. di Martino Doni, a cura e con postfazione di Giovanni Leghissa, Milano: Medusa, 2009 ISBN 978-88-7698-157-9
- Teoria dell'inconcettualità (Theorie der Unbegrifflichkeit), tr. it di S. Gulì, a cura di A. Haverkamp, Palermo, :duepunti, 2010 ISBN 978-88-89987-49-0
- Kant e la questione del Dio misericordioso (Kant und die Frage nach dem gnädigen Gott), tr. it. a cura di Nicola Zambon, in: Dianoia XVI (2011), p. 237-278.
- Autoconservazione e inerzia. Sulla costituzione della razionalità moderna, a cura di Enrico R.A. Giannetto e Martino Doni, Edizioni Medusa ISBN 978-88-7698-382-5

## Cronologia inversa delle opere in tedesco
- 2010: Theorie der Lebenswelt, Herausgegeben von Manfred Sommer, Suhrkamp
- 2009: Geistesgeschichte der Technik. Aus dem Nachlass herausgegeben von Alexander Schmitz und Bernd Stiegler, Suhrkamp
- 2007: Der Mann vom Mond. Über Ernst Jünger, Herausgegeben und mit einem Nachwort von Alexander Schmitz und Marcel Lepper, Suhrkamp
- 2007: Hans Blumenberg, Carl Schmitt: Briefwechsel 1971-1978 und weitere Materialien, Herausgegeben und mit einem Nachwort von Marcel Lepper und Alexander Schmitz, Suhrkamp
- 2007: Theorie der Unbegrifflichkeit. Herausgegeben und mit einem Nachwort von Anselm Haverkamp, Suhrkamp
- 2006: Beschreibung des Menschen, Herausgegeben von Manfred Sommer, Suhrkamp
- 2002: Zu den Sachen und zurück. Aus dem Nachlaß, Herausgegeben von Manfred Sommer, Suhrkamp
- 2002: Vor allem Fontane. Glossen zu einem Klassiker, Insel
- 2001: Löwen, Suhrkamp
- 2001: Ästhetische und metaphorologische Schriften, Auswahl und Nachwort von Anselm Haverkamp, Suhrkamp
- 2000: Die Verführbarkeit des Philosophen, Suhrkamp
- 1999: Goethe zum Beispiel, in Verbindung mit Manfred Sommer herausgegeben vom Hans Blumenberg-Archiv, Insel
- 1998: Lebensthemen, Reclam
- 1998: Gerade noch Klassiker. Glossen zu Fontane, Hanser
- 1998: Begriffe in Geschichten, Suhrkamp
- 1997: Die Vollzähligkeit der Sterne, Suhrkamp
- 1997: Ein mögliches Selbstverständnis, Reclam
- 1989: Höhlenausgänge, Suhrkamp
- 1988: Matthäuspassion, Suhrkamp
- 1987: Die Sorge geht über den Fluß, Suhrkamp
- 1987: Das Lachen der Thrakerin. Eine Urgeschichte der Theorie, Suhrkamp.
- 1986: Lebenszeit und Weltzeit, Suhrkamp.
- 1981: Wirklichkeiten, in denen wir leben, Reclam.
- 1979: Arbeit am Mythos, Suhrkamp.
- 1979: Die Lesbarkeit der Welt, Suhrkamp.
- 1979: Schiffbruch mit Zuschauer, Suhrkamp.
- 1975: Die Genesis der kopernikanischen Welt, Suhrkamp.
- 1973: Der Prozess der theoretischen Neugierde, Suhrkamp.
- 1966: Die Legitimität der Neuzeit, Suhrkamp (3e éd. 1997)
- 1965: Die kopernikanische Wende, Suhrkamp.
- 1962: »Säkularisation«. Kritik einer Kategorie historischer Illegitimität, in Die Philosophie und die Frage nach dem Fortschritt, a cura di Helmut Kuhn e Franz Wiedmann, München: Pustet 1964, pp. 240–65
- 1960: Paradigmen zu einer Metaphorologie, Suhrkamp
- 1950: Die ontologische Distanz. Eine Untersuchung über die Krisis der Phänomenologie Husserls. Habilitationsschrift, Kiel
- 1947: Beiträge zum Problem der Ursprünglichkeit der mittelalterlich-scholastischen Ontologie. Dissertation, Kiel (Suhrkamp 2020)

Inoltre, numerosi articoli in enciclopedie, antologie, riviste e giornali.